# Janrik Bromé
Klas Janrik Bromé, född 10 mars 1879 i Vissefjärda församling, död 15 mars 1960 i Östersund,, var en svensk tidningsman och författare. Han var gift med Olga Bromé.
Bromé, som var lantbrukarson, studerade vid folkskollärarseminarium 1897–1899. Han var medarbetare i Oskarshamns-Tidningen 1899, redaktionssekreterare i Gotlänningen 1900, i Jämtlands Tidning 1902, i Härnösands-Posten 1905, redaktör och ägare av Söderhamns-Kuriren 1906–1909, medredaktör i Östersunds-Posten 1910–1913, redaktör av Ljusdals-Posten 1914–1918, av Trävaruindustrien 1915–1928 och av Svenska Landsbygdens kommunaltidning 1919–1927 samt tjänsteman vid länsarkivet i Östersund 1930–1938. Han gjorde studieresor i svenska och norska lappmarker samt  arkivstudier i Norge och Danmark och blev filosofie hedersdoktor i Uppsala 1956.